# John Macoun
John Macoun  (Magheralin,  Condado de Down, Irlanda do Norte,  17 de abril de 1831 - Sidney, na  Colúmbia Britânica, 18 de junho de 1920) foi um naturalista canadense. 

## Biografia
Macoun foi  o terceiro filho de  James Macoun e Anne Jane Nevin. Em 1850, devido à difícil situação econômica na Irlanda, sua família emigrou para o Canadá, estabelecendo-se em Seymour Township, Ontário, como agricultores. Macoun, insatisfeito como fazendeiro, tornou-se professor de escola em  1856. Durante este tempo desenvolveu um interesse quase obsessivo pela botânica. Embora a sua instrução formal fosse pequena, seus conhecimentos e dedicação  ao trabalho de campo tornaram-se suficientemente avançados,  ganhando  o respeito de diversos botânicos profissionais. Em 1860, passou a ensinar numa escola de Belleville, estabelecendo correspondências com os botânicos  Asa Gray, Sir William Jackson Hooker, George Lawson, e Louis-Ovide Brunet. Isto permitiu-lhe que, em  1868, exercesse o cargo de professor de botânica e geologia na  Faculdade St. Alberts, de Belleville.  
Casou-se em 1 de janeiro de 1862 com Ellen Terrill de Brighton, Ontário, união da qual nasceram dois filhos e três filhas.
Em 1872, Sanford Fleming, então engenheiro-chefe para a construção da  Canadian Pacific Railway, recrutou  Macoun para participar de sua expedição ao Pacífico. Como conseqüência, entre 1872 e 1881, Macoun participou de cinco  expedições separadas ao noroeste.  Além de determinar a melhor rota para a  construção da estrada de ferro, a finalidade principal destas expedições era determinar o potencial agricultural de várias regiões do oeste.  Macoun  concluiu que grandes regiões do noroeste eram ideais para a agricultura. Infelizmente, incluiu  equivocadamente as planícies normalmente áridas do sul de Saskatchewan e Alberta, região conhecida atualmente como  Triângulo de Palliser. Macoun  havia feito o estudo nos campos canadenses em um tempo de muita chuva, e concluiu que a região era fértil.
Os relatórios de Macoun sobre o oeste atraíram a atenção de  Alfred Richard Cecil Selwyn, diretor do Comissão Geológica do Canadá; daí, em 1879,  o governo do Canadá tomou uma medida não usual de, oficialmente, designá-lo  "explorador dos territórios noroestes". Em 1881, quando o CGS foi ampliado para incluir história natural, Macoun transferiu-se com a família  para  Ottawa, onde assumiu a função de botânico. Permaneceu no CGS durante trinta e um anos, tornando-se diretor-assistente em  1887. Em 1882, tornou-se membro da Royal Society do Canadá. Em cada verão, durante toda a sua vida, dedicou-se ao trabalho de campo coletando e catalogando espécimes da fauna e flora canadense, mesmo após ter sofrido um acidente vascular cerebral, em 1912. Atualmente, 100 000 amostras da sua coleção de plantas estão abrigadas no herbário nacional de  Ottawa. 
Macoun morreu em 1920 em Sidney, na Colúmbia Britânica, e foi enterrado no cemitério Beechwood em Ottawa. O pântano Macoun, um pequeno pântano existente no cemitério, foi nomeado em sua homenagem.
Alice Eastwood (1859-1953) dedicou-lhe em 1913 a espécie Oreocarya macounii da família das Boraginaceae.